# McMansion & Wife
«McMansion & Wife» (укр. «Маєток і дружина») — третя серія тридцять п'ятого сезону мультсеріалу «Сімпсони», прем'єра якої відбулась 22 жовтня 2023 року у США на телеканалі «Fox».
Серія присвячена пам'яті актриси Сюзанни Сомерс, яка померла за тиждень до того у віці 76 років.

## Сюжет
Сім'я Сімпсонів іде познайомитися зі своїми новими сусідами. ВониЇх звати Енн і Тайєр Блекберн. Тайєр — власник автосалону «Lambuggini». Потім вони намагаються подружитися з Сімпсонами: Таєр запрошує Гомера пограти в піклбол і поїсти морозиво, а Енн запрошує Мардж на масаж.
Тим часом у Спрінґфілдській початковій школі професор проводить презентацію про запобігання цькуванню. Однак, як завжди, презентація мала протилежний ефект і Нельсон стає ще гіршим задиракою знущаючись над іншими учнями і навіть персоналом школи.
Після пікбола Гомер просить Таєра покерувати його «Lambuggini», і той дозволяє. Гомер чудово проводить час зі своїм новим другом і погоджується робити або підписати все, що забажає Тайєр, щоб зберегти цю дружбу. Ввечері Гомер, Мардж, Тейєр і Енн вирушають разом на подвійне побачення у шикарному ресторані.
Наступного ранку Гомер і Мардж прокидаються від шуму будівельних робіт, які, як виявляється, перебудовують будинок Блекбернів. Гомер розуміє, що він погодився на це, оскільки Тайєр запевняв, що вони внесуть лише «невеликі зміни».
Того дня у школі Барт боїться заходити до школи через цькування. Однак Ліса каже братові, що Нельсон більше не буде його турбувати. На ігровому майданчику всі учні сміються з Нельсона після того, як в Інтернет було завантажено відео з курйозами Мюнца, які всі учні переглянули. Ліса погрожує опублікувати більше відео, якщо Нельсон продовжуватиме знущатися над дітьми.
Гомер йде до дилерського центру «Lambuggini», щоб протистояти Таєру. Тоді Тайєр віддає йому авто, що він позичав, допоки триватимуть будівельні роботи. Гомер бере Мардж на побачення в новому «Lambuggini», і вони добре проводять час.

Нельсон використовує Г'юберта Вонга

Наступного дня Барт вимагає, щоб Нельсон напоїв його соком, але той натомість бризкає ним в обличчя Барта. Коли Ліса хоче завантажити ще одне відео, то виявляє, що її заблокував Г'юберт Вонг, який почав працювати на Нельсона. Потім Нельсон повертається до знущань ще гірше, ніж раніше, бо тепер він недоторканний.
Вдома Сімпсони виявляють, що по сусідству тепер є великим маєтком, який блокує природне освітлення їхнього дому. Дізнавшись, що Блекберни поїхали відпустку на деякий час, Гомеру і Мардж залишається просто сидіти на задньому дворі та бурмотіти собі під ніс про новий будинок.
Тим часом Ліса і Г'юберт сидять за своїми ноутбуками, працюють одне проти одного. Тоді Ліса розуміє, що ця діяльність погано виглядатиме на їхніх заявках до коледжу, і вони припиняють ворожнечу. Водночас Барт і Нельсон забули, чому всі сварилися, і пішли разом гойдатися.
Повернувщись додому, Ліса і Г'юберт приходять до Сімпсонів із рішенням домашньої проблеми. Хлопчик дізнався, що Еверґрін Террас побудовано на тому місці, де був заснований Спрінґфілд, тому це історичне місце, що означає заборону будь-яких перероблене будівель. Тоді Гомер йде до дилерського центру і повертає авто Тайєру, а сам з Мардж штовхають своє старе авто додому.
У сцені під час титрів у майбутньому по телебаченню показують відео про історію місця, де побудовано будинок Сімпсонів. Він тепер є музеєм про Спрінґфілд і Сімпсонів, який люди відвідують.

## Культурні відсилання та цікаві факти
- Під час сцен, де Сімпсони і Блекберни тусуються разом грає пісня «Friends» Бетт Мідлер[1].
- Сцена, де камера рухається за Нельсоном перед його новими знущаннями, є відсиланням до фільму «Славні хлопці», де Генрі Гілл і Карен заходять на Копакабану[2].
  - Під час цієї сцени грає пісня «Then He Kissed Me» гурту «The Crystals», яка також грала у фільмі[2].

## Ставлення критиків і глядачів
Під час прем'єри серію переглянули 1,06 млн осіб, з рейтингом 0.3, що зробило її найпопулярнішим шоу на каналі «Fox» тієї ночі.
Реян Мішра з «TheReviewGeek» оцінив серію на три з п'яти зірок, сказавши:
|  | Серія — це вкрай необхідне оновлення порівняно з попередніми. Основний сюжет має силу, хоча підсюжет, здається, просто заповнює час. Характерні почуття Гомера демонструються, і його шанувальникам це сподобається. |

Джон Шварц із сайту «Bubbleblabber» оцінив серію на 5/10, сказавши, що «жоден із сюжетів не був чимось особливим, про що можна було б написати. Гомера представлено у низці передумов „гроші — це ще не все“, і ми бачили, як Нельсон отримав компенсацію за знущання більше разів, ніж я можу порахувати».
Згідно з голосуванням на сайті The NoHomers Club більшість фанатів оцінили серію на 2/5 із середньою оцінкою 2,29/5.